# Massimo Ferro
Giuseppe Massimo Ferro (San Bonifacio, 3 aprile 1959) è un arbitro di calcio e politico italiano.

## Biografia
Imprenditore attivo nel settore agroalimentare, chimico e turistico, nel 1990 viene eletto sindaco di Caldiero (dove rimarrà fino al 1994) e dal 1992 al 2001 presidente dell'aeroporto Catullo di Verona.
Deputato nella XIV legislatura dal 2001 al 2006, alle elezioni politiche del 2018 è eletto senatore di Forza Italia. Dal 15 febbraio 2021 è il responsabile del dipartimento economia del partito al posto di Renato Brunetta, appena diventato Ministro del Governo Draghi.
Ex arbitro di calcio, ha iniziato l'attività nel 1975 raggiungendo il culmine nei cinque anni di Serie C. Da dirigente arbitrale è stato vice Commissario alla CAN D.